# Museo Nacional del Cuerpo de Marines
El Museo Nacional del Cuerpo de Marines es el museo histórico del Cuerpo de Marines de los Estados Unidos. Ubicado en Triangle, Virginia, cerca de Quantico Station, el museo abrió sus puertas el 10 de noviembre de 2006 y ahora es una de las principales atracciones turísticas del estado, atrayendo a más de 500 000 personas anualmente.
En julio de 2013, el museo anunció planes para una gran expansión con el fin de incluir secciones sobre la historia más moderna del Cuerpo de Marines, como el bombardeo de los cuarteles de Beirut de 1983, una galería de arte de combate y una galería de guerra contra el terror.

## Antecedentes

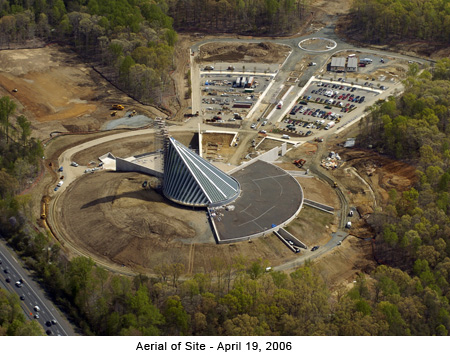
Vista aérea del museo en construcción en abril de 2006.

El museo reemplaza tanto al Centro Histórico del Cuerpo de Marines en el Washington Navy Yard, que cerró el 1 de julio de 2005, como al Museo del Cuerpo Aéreo del Cuerpo de Marines en Quantico, Virginia, que cerró el 15 de noviembre de 2002.
Como empresa pública-privada, el museo es un esfuerzo cooperativo entre el Cuerpo de Marines de los Estados Unidos y la Fundación del Patrimonio del Cuerpo de Marines. La Fundación gestiona el funcionamiento del museo, mientras que el edificio del mismo será donado al Cuerpo de Marines. 
Diseñado por Curtis W. Fentress de Fentress Architects, el exterior del museo está destinado a «evocar la imagen de los abanderados de Iwo Jima», una imagen que también se conserva en el Memorial de Guerra del Cuerpo de Marines de los Estados Unidos. Una réplica de la estatua de «Iron Mike» de la Base del Cuerpo de Marines de Quantico se encuentra a un lado de la entrada principal. 
El museo tiene 9290.3 metros cuadrados y permanece abierto al público con entrada gratuita. 

## Fundación del Patrimonio del Cuerpo de Marines
Establecida en 1979, la Fundación del Patrimonio del Cuerpo de Marines es una organización privada sin ánimo de lucro que apoya los programas históricos del Cuerpo de Marines. En 1999, la Fundación amplió su misión para incluir la creación del Museo Nacional del Cuerpo de Marines.  

### Centro del Patrimonio
El Museo Nacional del Cuerpo de Marines está diseñado para ser la pieza central de un complejo de instalaciones llamado Centro del Patrimonio del Cuerpo de Marines. Este campus multiuso de 0.5 kilómetros cuadrados incluye el Parque Conmemorativo Semper Fidelis y la Capilla Semper Fidelis; un área de demostración con patio de armas; rutas de senderismo y otras ofertas recreativas al aire libre; un centro de conferencias y hotel; y una instalación de archivo para restaurar y preservar artefactos de los marines. 
La capilla, diseñada por Fentress Architects, se completó en 2009 con una donación de 5 millones de dólares de un marine retirado.

## Exposiciones

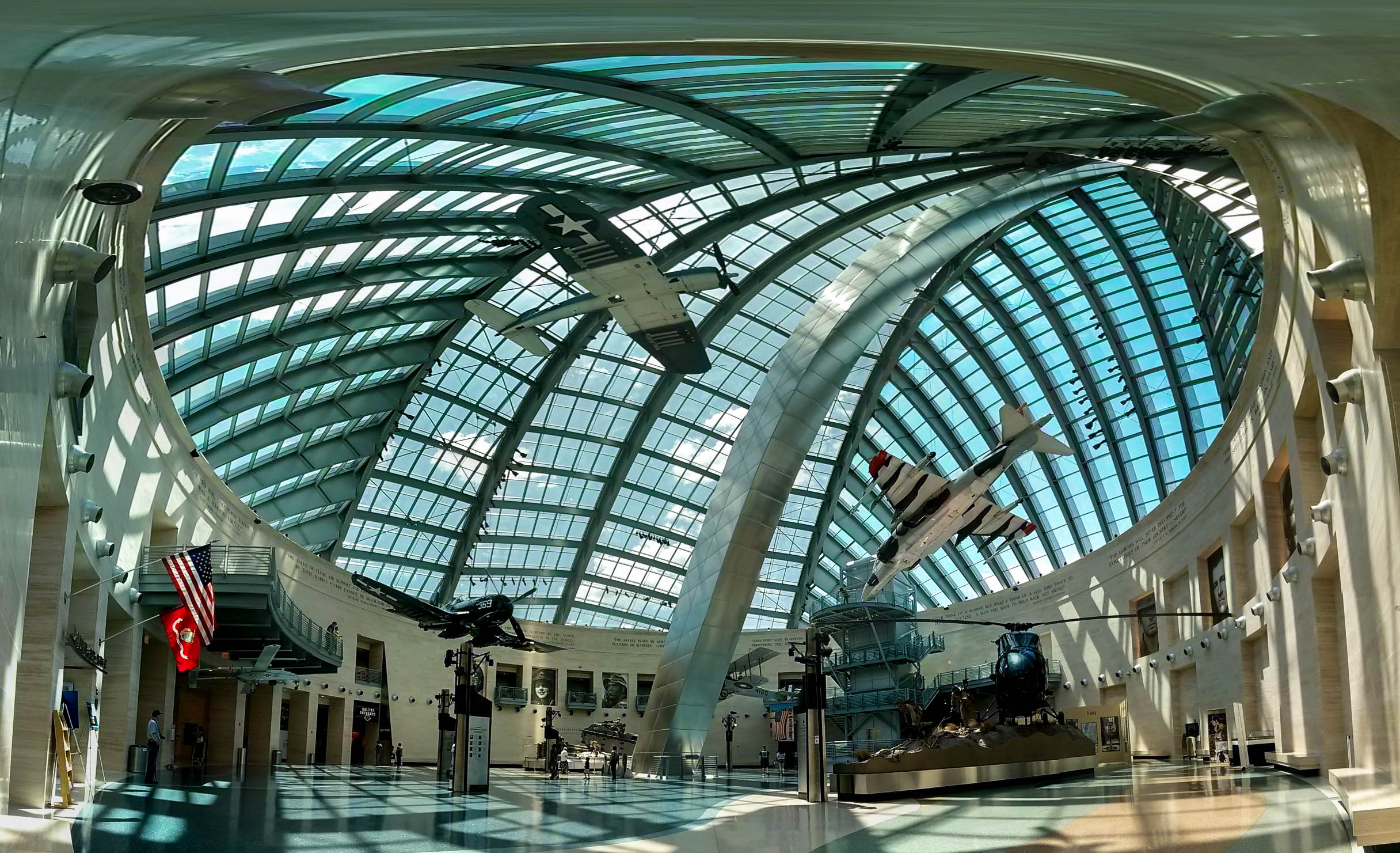
Panorámica de la Galería Leatherneck dentro del Museo Nacional del Cuerpo de Marines.

El museo presenta las siguientes exposiciones permanentes, que fueron diseñadas por Christopher Chadbourne y Asociados: 
- Galería Leatherneck
- Paseo Legado
- Haciendo marines
- Segunda Guerra Mundial
- Guerra coreana
- Guerra de Vietnam

El 5 de junio de 2010, se abrieron las siguientes tres exhibiciones: 
- Defender una Nueva Nación (1775-1865)
- Edad de Expansión (1866–1916)
- Primera Guerra Mundial (1917–1918)

También tiene una estatua de un caballo, el Sargento Imprudente, que sirvió con el Cuerpo de Marines en Corea. La estatua fue dedicada el viernes 26 de julio de 2013.
El museo también incluye aulas, un teatro, una tienda de regalos, un bar, un restaurante y un simulador láser de tiro al blanco. La galería de la Guerra de Corea presenta una sección que simula la temperatura fría y los sonidos de la Batalla del embalse de Chosin de 1951, cuando la guerra estaba en su apogeo. También se pueden encontrar dos áreas de juego para niños dentro del museo.